# 256
256是255与257之间的自然数。

## 在数学中
- 合數，正因數有1、2、4、8、16、32、64、128和256。
質因數分解為{\displaystyle 2^{8}}。
- 虧數，真因數和為255，虧度為1。
- 第16個平方數，為16的平方。前一個為225、下一個為289。
- 第4個十进制的節儉數。前一個為243、下一個為343。
- 正二百五十六邊形為第35個可作圖多邊形。前一個為255、下一個為257。
- 2的幂(2的8次方)
- 16的平方數

## 在人类文化中
- 烏干達的國際電話區號為256
- 阿拉巴馬州部分地區北美電話區號為256
- 中國跳棋最初的棋盤是正方形的，共有256格
- 《無人生還》是英國推理小說家阿加莎·克里斯蒂的著作，共256頁

## 在電腦中
- 一个字节的不同取值个数
- GeForce 256被稱為世界上第一個GPU
- 24位元彩色（真彩色）：每種原色都有256個層次，它們的組合便有256*256*256種顏色
- SHA 家族的五個演算法，分別是SHA-1、SHA-224、SHA-256、SHA-384和SHA-512
- 史匹哲太空望遠鏡的紅外陣列相機大小為256×256像素

## 在科學中
- 咪唑與聯苯的沸點為256℃

## 在天文中
- NGC 256 是杜鵑座的一個星系
- 小熊座的面積為256平方度

## 在其他领域中
- 西元256年和前256年
- 泰坦一號運載火箭第一節引擎在海平面的比沖為256秒
- 台北捷運VAL256列車及INNOVIA APM 256列車